# Ixala klotsi
Ixala klotsi är en fjärilsart som beskrevs av Sperry 1940. Ixala klotsi ingår i släktet Ixala och familjen mätare. Inga underarter finns listade i Catalogue of Life.

## Bildgalleri

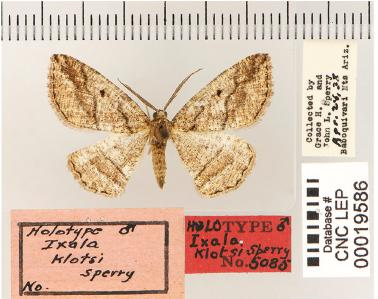